# Cyphocharax spilurus
Cyphocharax spilurus är en fiskart som först beskrevs av Albert Günther, 1864.  Cyphocharax spilurus ingår i släktet Cyphocharax och familjen Curimatidae. Inga underarter finns listade i Catalogue of Life.